# 296 Phaetusa
296 Phaetusa је астероид главног астероидног појаса чија средња удаљеност од Сунца износи 2,228 астрономских јединица (АЈ).
Апсолутна магнитуда астероида је 12,62 а геометријски албедо 0,193.